# Mettzer
A Mettzer foi criada em 2016 com o propósito de auxiliar estudantes na formatação de trabalhos de conclusão de curso segundo as normas da ABNT. Ao longo do tempo, sua atuação se expandiu. A empresa passou a entender as necessidades de pesquisadores e universidades no Brasil, desenvolvendo uma plataforma voltada para apoiar o processo de pesquisa, desde a captação de recursos até a publicação.
A trajetória da Mettzer foi influenciada pelo Relatório de Ciência da UNESCO: Rumo a 2030, com atenção ao contexto brasileiro e à indicação da UNESCO sobre a necessidade de estratégias para o crescimento científico. A empresa considera que a ampliação do acesso à ciência e o estímulo à produção científica são fundamentais para esse objetivo.
Em 2025, a Mettzer expandiu suas operações e passou a atender não apenas documentos acadêmicos, mas também necessidades de outros setores.

## Serviços
A Mettzer começou suas operações em 2016 com um editor de texto voltado para a formatação de trabalhos acadêmicos conforme as normas da Associação Brasileira de Normas Técnicas (ABNT), atendendo principalmente estudantes na elaboração de trabalhos de conclusão de curso, dissertações e teses.
Com o tempo, a plataforma evoluiu para um editor de texto inteligente, incorporando recursos baseados em inteligência artificial para aprimorar a criação e organização de documentos. Esses recursos incluem a geração automática de citações, formatação de referências bibliográficas em padrões como ABNT, entre outros. Além do módulo para estudantes, a Mettzer desenvolveu um módulo voltado para universidades, que funciona como uma plataforma de busca de oportunidades, como editais de fomento, para facilitar a submissão e gestão de projetos acadêmicos. O editor de texto é identificado como o principal produto da empresa, sendo a base para sua entrada no mercado e a maior fonte de rentabilidade até 2022.
A partir de 2025, a Mettzer ampliou seu escopo para atender outros setores, adaptando o editor para a criação e formatação de documentos não acadêmicos, como relatórios corporativos e documentos técnicos.  Essa expansão permitiu que a plataforma atendesse a profissionais de áreas como administração, direito e engenharia, mantendo a ênfase na automação e na conformidade com padrões específicos de cada setor. Pesquisas realizadas sobre o uso do editor indicam que a maioria dos usuários são estudantes de graduação, com predominância na criação de trabalhos de conclusão de curso (TCCs) e artigos acadêmicos. Além disso, os dados apontam que os usuários estão majoritariamente vinculados a universidades privadas sem fins lucrativos, com destaque para instituições no estado de São Paulo.